# Cypress Hill (album)
Cypress Hill è il primo album in studio del gruppo musicale statunitense omonimo.

## Tracce
1. Pigs (Muggerud/Freeze) - 2:51
2. How I Could Just Kill a Man (Muggerud/Freeze/Reyes) - 4:08
3. Hand on the Pump (Muggerud/Freeze/Bouldin) - 4:03
4. Hole in the Head (Muggerud/Freeze) - 3:33
5. Ultraviolet Dreams (Muggerud) - :41
6. Light Another (Muggerud/Freeze) - 3:17
7. The Phuncky Feel One (Muggerud/Freeze/Reyes) - 3:28
8. Break It Up (Muggerud) - 1:07
9. Real Estate (Muggerud/Freeze/Reyes) - 3:45
10. Stoned Is the Way of the Walk (Muggerud/Freeze) - 2:46
11. Psycobetabuckdown (Muggerud/Freeze) - 2:59
12. Something for the Blunted (Muggerud) - 1:15
13. Latin Lingo (Muggerud/Reyes) - 3:58
14. The Funky Cypress Hill Shit (Muggerud/Freeze) - 4:01
15. Tres Equis (Muggerud/Reyes) - 1:54
16. Born to Get Busy (Muggerud/Reyes) - 3:00

## Formazione
- B-Real - voce
- Sen Dog - voce
- Muggs - arrangiamenti, produzione, missaggio
- Joe Nicolo - ingegnere del suono, produttore esecutivo, missaggio
- Jason Roberts - ingegnere del suono
- Chris Schwartz - produttore esecutivo
- Howie Weinberg - mastering